# Tom Hateley
Thomas Nathan Hateley, né le 12 septembre 1989 à Monte-Carlo, Monaco est un footballeur professionnel anglais évoluant au poste de milieu de terrain défensif à Piast Gliwice en Ekstraklasa.

## Vie familiale
Son père Mark joue pour de nombreux clubs dont Coventry City, Portsmouth, l'AC Milan, les Rangers et l'AS Monaco.
Son grand-père, Tony, était également un footballeur qui a joué pour de nombreux clubs, dont Notts County, Chelsea, Aston Villa, Birmingham City et Liverpool.
Son père révèle au Daily Record qu'il avait l'habitude d'emmener Tom dans le vestiaire des Rangers avant les matchs et de s'échauffer avec le gardien Andy Goram quand il avait cinq ans. En grandissant, Tom était un fan des Rangers.

## Carrière

### Reading
Hateley commence sa carrière à Reading, remportant le titre de champion national lors de la saison 2006-2007 avec l'équipe réserve. Il est également le capitaine de l'équipe des moins de 18 ans pendant son temps avec les Royals. Au lendemain du départ de Steve Coppell, il est l'un des nombreux jeunes à être libéré par Reading à l'été 2009. Après avoir été libéré par Reading, et après un séjour à Basingstoke, Hateley passe 4 ans extrêmement réussis à Motherwell.

#### Prêt à Basingstoke Town
Fin 2008, il rejoint Basingstoke Town en prêt jusqu'à la fin de la saison et participe à un match de FA Cup contre Bury Town. Il fait quinze apparitions en tout pour le club du Hampshire. Au cours de cette saison, il fait également un essai à Hamilton Academical. Il a failli y signer en prêt, mais le manager Billy Reid a décidé de ne pas le faire venir en raison d'une courte période de méforme au moment de l'essai.

### Motherwell
Après avoir été libéré par Reading, Hateley participe à un match amical de pré-saison pour Basingstoke contre Carshalton Athletic. Il fait un essai à Aldershot Town avant de se voir proposer un essai par le club de Premier League écossaise Motherwell. Le manager Jim Gannon propose au jeune un contrat d'un an avec une année supplémentaire en option. Il rejoint Motherwell le 13 août 2009, pour un contrat d'un an. Prêt à commencer sur le banc contre St Johnstone, Hateley fait ses débuts en championnat de manière inattendue en rentrant à la place de Paul Slane lors d'un match nul 2–2. Hateley devient une partie intégrante du milieu de terrain de Motherwell au cours de la saison 2009-2010, offrant une couverture défensive supplémentaire en cas de besoin. Il marque son premier but pour Motherwell surun coup franc contre l'ancien club de son père, les Rangers, en février 2010. Après le match, Hateley déclare que marquer contre les Rangers était le plus beau but de sa carrière et que son père l'avait même félicité. À la fin de la saison, il signe un nouveau contrat de trois ans, jusqu'en 2013.
Au cours de la saison 2010-2011, Hateley fait ses débuts européens, lors du premier tour aller de la campagne de Ligue Europa, lors d'une victoire 1-0 contre Breiðablik. Au match retour, Hateley délivre une passe décisive à Jamie Murphy pour envoyer le club au tour suivant. Lors du match aller des barrages, Hateley marque son premier but européen, lors d'une défaite 2-1 contre l'équipe danoise d'OB . Après avoir marqué son premier but européen, Hateley l'a décrit comme un « moment parfait ». Au match retour, Motherwell est éliminé après avoir perdu 1-0. Plus tard dans la saison, Hateley marque deux fois en championnat, contre St Mirren et Hearts. Hateley estt également dans la formation de départ pour la finale de la Coupe d'Écosse contre le Celtic, mais Motherwell perd 3-0. Après le match, il déclare que le match l'avait laissé sans voix. À la fin de la saison 2010-2011, Hateley a marqué trois buts en 53 apparitions.
Au cours de la saison 2011-2012, Hateley marque quatre buts toutes compétitions confondues en 43 apparitions. Au cours de la saison 2012-2013, Hateley fait ses débuts en Ligue des champions, lors d'une défaite 3-0 contre l'équipe grecque du Panathinaikos. Il dispute les deux manches du match de Ligue des champions. Ses pourparlers contractuels avec Motherwell échouent rapidement car il a continue à être lié à de nombreux clubs européens.
Le 27 juin 2013, Hateley quitte Motherwell après avoir informé le manager Stuart McCall qu'il ne reviendrait pas pour l'entraînement de pré-saison. Cela met fin à son association de quatre ans avec le club. Durant le mercato estival, Hateley est lié à un retour à Motherwell, ce qui est nié par McCall.

### Tranmere Rovers
Le 21 septembre 2013, Hateley déménage en Angleterre en rejoignant Tranmere Rovers en League One  pour un contrat de 4 mois.
Il fait ses débuts le même jour lors d'une défaite 2-0 contre Notts County. Il joue les 90 minutes complètes tout en écopant d'un carton jaune. Quatre jours plus tard, il fait sa première apparition au troisième tour de la Coupe de la Ligue contre Stoke City, et malgré une défaite 2-0, Hateley, avec trois défenseurs, « a livré de solides performances en défense ». Hateley joue ensuite au milieu de terrain, avant de sortir de l'équipe sur blessure,.
Après quatre mois, Hateley quitte le club à la fin de son contrat.

### Śląsk Wrocław
Le 23 janvier 2014, Hateley quitte Tranmere Rovers pour partir à l'étranger en rejoignant l'équipe polonaise de Śląsk Wrocław pour un contrat de deux ans et demi malgré l'intérêt de Partick Thistle. Hateley avait déjà fait un essai avec le club, qui s'est avéré fructueux. À l'occasion du transfert, il révèle que son ancien coéquipier de Motherwell, Henrik Ojamaa, lui a recommandé de déménager en Pologne.
Hateley fait ses débuts en Ekstraklasa le 16 février 2014, lors d'un match à l'extérieur contre Lech Poznań.

### Dundee
Hateley signe un contrat de deux ans avec Dundee le 5 septembre 2016. Avant de rejoindre le club, il a également négocié avec Partick Thistle et Hibernian.
Le 31 août 2017, Hateley est libéré de son contrat par consentement mutuel.

## Statistiques de carrière
Au 1er avril 2023
| Club                    | Saison            | Championnat                 | Championnat | Championnat | Coupe | Coupe | League Cup | League Cup | Europe | Europe | Autres | Autres | Total | Total |
| Club                    | Saison            | Division                    | Apps        | Buts        | Apps  | Buts  | Apps       | Buts       | Apps   | Buts   | Apps   | Buts   | Apps  | Buts  |
| ----------------------- | ----------------- | --------------------------- | ----------- | ----------- | ----- | ----- | ---------- | ---------- | ------ | ------ | ------ | ------ | ----- | ----- |
| Reading                 | 2006–07           | Premier League              | 0           | 0           | 0     | 0     | 0          | 0          | –      | –      | –      | –      | 0     | 0     |
| Reading                 | 2007–08           | Premier League              | 0           | 0           | 0     | 0     | 0          | 0          | –      | –      | –      | –      | 0     | 0     |
| Reading                 | 2008–09           | Championship                | 0           | 0           | 0     | 0     | 0          | 0          | –      | –      | –      | –      | 0     | 0     |
| Reading                 | Total             | Total                       | 0           | 0           | 0     | 0     | 0          | 0          | 0      | 0      | 0      | 0      | 0     | 0     |
| Basingstoke Town (prêt) | 2008–09           | Conference South            | 10          | 0           | 1     | 0     | –          | –          | –      | –      | 4      | 0      | 15    | 0     |
| Motherwell              | 2009–10           | Scottish Premier League     | 38          | 3           | 1     | 0     | 2          | 0          | 0      | 0      | –      | –      | 41    | 3     |
| Motherwell              | 2010–11           | Scottish Premier League     | 38          | 2           | 6     | 0     | 3          | 0          | 6      | 1      | –      | –      | 53    | 3     |
| Motherwell              | 2011–12           | Scottish Premier League     | 38          | 2           | 3     | 1     | 2          | 1          | –      | –      | –      | –      | 43    | 4     |
| Motherwell              | 2012–13           | Scottish Premier League     | 34          | 3           | 2     | 0     | 1          | 0          | 3      | 0      | –      | –      | 40    | 3     |
| Motherwell              | Total             | Total                       | 148         | 10          | 12    | 1     | 8          | 1          | 9      | 1      | 0      | 0      | 177   | 13    |
| Tranmere Rovers         | 2013–14           | League One                  | 8           | 0           | 1     | 0     | 1          | 0          | –      | –      | –      | –      | 10    | 0     |
| Śląsk Wrocław           | 2013–14           | Ekstraklasa                 | 12          | 0           | 0     | 0     | –          | –          | –      | –      | –      | –      | 12    | 0     |
| Śląsk Wrocław           | 2014–15           | Ekstraklasa                 | 30          | 0           | 4     | 0     | –          | –          | –      | –      | –      | –      | 34    | 0     |
| Śląsk Wrocław           | 2015–16           | Ekstraklasa                 | 29          | 1           | 2     | 0     | –          | –          | 4      | 0      | –      | –      | 35    | 1     |
| Śląsk Wrocław           | Total             | Total                       | 71          | 1           | 6     | 0     | 0          | 0          | 4      | 0      | 0      | 0      | 81    | 1     |
| Dundee                  | 2016–17           | Scottish Premiership        | 27          | 0           | 1     | 0     | 0          | 0          | –      | –      | –      | –      | 28    | 0     |
| Dundee                  | 2017–18           | Scottish Premiership        | 0           | 0           | 0     | 0     | 0          | 0          | –      | –      | –      | –      | 0     | 0     |
| Dundee                  | Total             | Total                       | 27          | 0           | 1     | 0     | 0          | 0          | 0      | 0      | 0      | 0      | 28    | 0     |
| Piast Gliwice           | 2017–18           | Ekstraklasa                 | 13          | 1           | 0     | 0     | –          | –          | –      | –      | –      | –      | 13    | 1     |
| Piast Gliwice           | 2018–19           | Ekstraklasa                 | 34          | 4           | 0     | 0     | –          | –          | –      | –      | –      | –      | 34    | 4     |
| Piast Gliwice           | 2019–20           | Ekstraklasa                 | 33          | 1           | 3     | 1     | —          | —          | 4      | 0      | 1      | 0      | 41    | 2     |
| Piast Gliwice           | Total             | Total                       | 80          | 6           | 3     | 1     | -          | -          | 4      | 0      | 1      | 0      | 88    | 7     |
| AEK Larnaca             | 2020–21           | Première Division chypriote | 32          | 1           | 2     | 0     | —          | —          | —      | —      | —      | —      | 34    | 1     |
| Piast Gliwice           | 2021–22           | Ekstraklasa                 | 23          | 0           | 1     | 0     | —          | —          | —      | —      | —      | —      | 24    | 0     |
| Piast Gliwice           | 2022–23           | Ekstraklasa                 | 24          | 0           | 1     | 1     | —          | —          | —      | —      | —      | —      | 25    | 1     |
| Piast Gliwice           | Total             | Total                       | 47          | 0           | 2     | 1     | -          | -          | -      | -      | -      | -      | 49    | 1     |
| Total en carrière       | Total en carrière | Total en carrière           | 423         | 18          | 28    | 3     | 9          | 1          | 17     | 1      | 5      | 0      | 482   | 23    |

## Palmarès
- Ekstraklasa : 2018–19